# Cynara
A Cynara a Cynareae nemzetségcsoport egyik nemzetsége, a bogáncsformák (Carduoideae) alcsaládjában, az őszirózsafélék (Asteraceae) családjában. A nemzetségbe 11 növényfaj tartozik, köztük az articsóka (Cynara scolymus) is.
E nemzetség tagjai a Földközi-tenger medencéjében, a Közel-Keleten, Északnyugat-Afrikában és a Kanári-szigeteken honosak.

## Fajai
A nemzetségbe tartozó növényfajok a következők:
1. Cynara algarbiensis – Spanyolország, Portugália
2. Cynara auranitica – Irak, Szíria, Libanon, Izrael, Palesztina, Jordánia, Törökország
3. Cynara baetica – Spanyolország, Marokkó
4. Cynara cardunculus – Írország, Kanári-szigetektől Azerbajdzsánig; más területekre behurcolták
5. Cynara cornigera –  Görögország, Ciprus, Egyiptom, Líbia
6. Cynara cyrenaica – Kréta, Líbia, Ciprus
7. Cynara humilis – Spanyolország, Portugália, Algéria, Marokkó, Kanári-szigetek
8. Cynara makrisii[3] – Ciprus
9. (Cynara scolymus) (syn. C. cardunculus var. scolymus) – articsóka; őshonos elterjedési területe nem ismert, de feltehetően a Földközi-tenger medencéjéből származik; széles körben termesztik és elterjedt növényfaj.
10. Cynara syriaca – Ciprus, Irán, Libanon, Szíria
11. Cynara tournefortii – Marokkó, Spanyolország, Portugália